# 나카지마 하루오

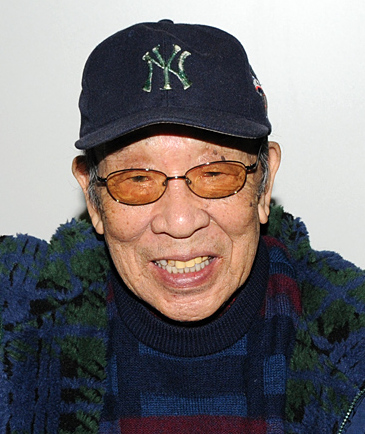

나카지마 하루오(Haruo Nakajima, 1929년 1월 1일 ~ 2017년 8월 7일)는 일본의 배우, 스턴트 배우, 영화배우, 텔레비전 배우이다.
사카타시에서 태어났으며 도쿄에서 사망하였다. 사인은 폐렴이다.

## 영화
- 일본인 특수효과의 예술 (2008년)
- 일본 침몰 (1973년)
- 고질라 13 - 고질라 대 지간 (1972년)
- 고지라 대 헤도라 (1971년)
- 스페이스 아메바 (1970년)
- 해저군함 2 (1969년)
- 고질라 11 - 리벤지 (1969년)
- 고질라 10 (1968년)
- 킹콩의 역습 (1967년)
- 고질라 9 - 고질라 2세 (1967년)
- 프랑켄슈타인의 괴물: 산다 대 가이라 (1966년)
- 고질라 8 - 고질라 대 바다 괴물 (1966년)
- 프랑켄슈타인 대 바라곤 (1965년)
- 고질라 7 - 고질라 대 몬스터 제로 (1965년)
- 고질라 6 - 머리 셋 괴물 기드라 (1964년)
- 고질라 5 - 모수라 대 고질라 (1964년)
- 마탄고 (1963년)
- 모스라 (1962년)
- 고질라 4 - 킹콩 대 고질라 (1962년)
- 오사카 캐슬 스토리 (1961년)
- 미스터리언스 (1957년)
- 하늘의 괴수 라돈 (1956년)
- 고질라 3 - 괴수의 왕 (1956년)
- 고질라 2 (1955년)
- 고질라 (1954년)
- 7인의 사무라이 (1954년)